# Eduardo Dualde
Eduardo Dualde Santos de Lamadrid (Barcelona, Barcelona, 1 de diciembre de 1933 - Peñíscola, Castellón, 12 de junio de 1989) fue un jugador de hockey sobre hierba español. Su logro más importante fue una medalla de bronce en los juegos olímpicos de Roma 1960 con la selección de España, siendo las siguientes olimpiadas en Tokio 1964 el abanderado español en la ceremonia de apertura. Tenía dos familiares que también eran  profesional de hockey hierba, su hermano Joaquín Dualde y su primo Ignacio Macaya. Falleció en un accidente de coche, junto con su esposa.

## Participaciones en Juegos Olímpicos
- Roma 1960, medalla de bronce.
- Tokio 1964, cuarto puesto.